# Campionato caraibico maschile di pallacanestro 2015
Il 23º Campionato Caraibico Maschile di Pallacanestro FIBA (noto anche come FIBA CBC Championship 2015) si è svolto dal 15 al 22 giugno 2015 a Road Town nelle Isole Vergini Britanniche. Il torneo è stato vinto dalla nazionale americovirginiana.

## Classifica finale
| Pos | Squadra                   | Rosa |
| --- | ------------------------- | --- |
|     | Isole Vergini Americane   | Isole Vergini Americane4 Rivera, 5 Sheppard, 6 Milligan, 7 Victor, 8 Williams, 10 Le. Smith, 11 Aska, 12 Hart, 13 Howard, 14 La. Smith, 15 Rhymer, All. Sam Mitchell                 |
|     | Bahamas                   | Bahamas4 M. Bain, 5 Te. Cox, 6 Lewis, 7 Cooper, 8 Smith, 9 Farrington, 10 Miller, 11 E. Bain, 12 To. Cox, 13 Nesbitt, 14 Coleby, 15 Rolle, All. Mario Bowleg                         |
|     | Antigua e Barbuda         | Antigua e Barbuda4 Achom, 5 Benjamin, 6 Davis, 7 Edwards, 8 McCoy, 9 Burton, 10 Joshua, 11 Richardson, 12 Henry, 13 Looby, 14 Scott, 15 Sergeant, All. George Hughes                 |
| 4   | Isole Vergini Britanniche | Isole Vergini Britanniche4 Samuel, 5 Parillon, 6 F. Penn, 7 Carey, 8 Bass, 9 Chiverton, 10 Blyden, 11 K. Penn, 12 Kaleb, 13 George, 14 Smith, 15 Freeman, All. Keith Malone          |
| 5   | Suriname                  | Suriname4 Beverdijk, 5 Elburg, 6 Goedschalk, 7 Sabajo, 8 Fraser, 9 van Ams, 10 Wip, 11 van Russell, 12 Zamuel, 13 Tolud, 14 Grootfarm, 15 de Randamie, All. Henk Macnack             |
| 6   | Saint Vincent e Grenadine | Saint Vincent e Grenadine4 N. Williams, 5 Taylor, 6 Ofori, 7 Jackson, 8 Baptiste, 9 McKenzie, 10 King, 11 Smart, 12 Foyle, 13 B. Williams, 14 Friday, 15 Ottley, All. Justin Scott   |
| 7   | Barbados                  | Barbados4 Gibbons, 5 Williams, 7 Bridgeman, 8 Morris, 9 Vanderpool, 10 Birkett, 11 Gill, 12 Marsh, 13 Moore, 14 Jones, All. Nigel Lloyd                                              |
| 8   | Bermuda                   | Bermuda3 Symonds, 4 Riley, 5 Crumpler, 7 Thompson, 8 S. Simons, 9 Lee, 10 J. Simons, 11 Jo. Lowe, 12 Phillips, 14 Jones, 15 Ja. Lowe, All. Roderick Spencer                          |
| 9   | Isole Cayman              | Isole Cayman4 Dikau, 5 Ebanks, 6 Sa. O'Garro, 8 Sh. O'Garro, 9 Campbell, 10 Cotterell, 11 Powery-Saunds, 12 Whittaker, 13 Simpson, 14 Paddyfoot, 15 Thompson, All. Edwin Pellot-Rosa |
| 10  | Guyana                    | Guyana4 Causway, 5 James, 6 Burnett, 7 Kanhai, 8 Gullen, 9 Squires, 10 Stephney, 11 Thomas, 12 Slater, 13 Williams, 14 R. James, 15 McKenzie, All. Darcell Harris                    |